# Oktober 2024
Dit artikel geeft een chronologisch overzicht van de belangrijkste gebeurtenissen per dag in de maand oktober van het jaar 2024.

## Gebeurtenissen

### 26 oktober
- De parlementsverkiezingen in Georgië worden voor de vierde keer op rij gewonnen door Georgische Droom. De uitslag wordt betwist door de oppositie en waarnemers beoordelen dat de verkiezing niet "vrij en eerlijk" is verlopen. Massa demonstraties volgen. Zie Georgische parlementsverkiezingen 2024.

### 29 oktober
- Overstromingen in het zuidoosten van Spanje, door hevige regens als gevolg van het weersverschijnsel Gota fria.

### 31 oktober
- Efteling opent de attractie Danse Macabre officieel voor publiek.[1]

## Overleden
← · januari · februari · maart · april · mei · juni · juli · augustus · september · oktober · november · december ·  →